# Картосхема
Карта-схема – (англ. sketch-map; от греч. χάρτης — «карта» и σύστημα — «схема») – упрощённо-обобщённое картографическое изображение. 

## Особенности карт-схем
К особенностям карта-схем относятся:
- Создание для опредиленных целей и их изучения ;
- Обобщённость и упрощённость содержания по сравнению с картой;
- Содержание ограничено элементами, важными для её понимания (условные обозначения) и т.д. ;

## Создание карт-схем
Создание карт-схем может производиться путём упрощения карт, их дальнейшей генерализации и стилизации под соответствующие цели.